# مقاطعة ماريون (كانساس)
مقاطعة ماريون (بالإنجليزية: Marion County)‏ هي إحدى المقاطعات في ولاية كانساس، الولايات المتحدة الأمريكية.